# Moniza Alvi
Moniza Alvi (Lahore, 1954) is een Britse dichteres.
Geboren uit Brits-Pakistaanse ouders, verhuisde zij reeds als baby naar Engeland, waar ze opgroeide in Hatfield (Hertfordshire). Zij studeerde Engels aan de Universiteit van York en werkte daarna lange tijd als lerares in Londen. 
Zij deed voor het eerst van zich spreken door het winnen van de Poetry Business Competition in 1991. De winnende gedichten, uitgekomen onder de titel Peacock Luggage (Smith/Doorstop Books, een uitgave samen met medewinnaar Peter Daniels), zijn opgenomen in haar eerste officiële, bij de Oxford University Press uitgegeven bundel The Country At My Shoulder (1992), die direct werd genomineerd voor de T.S. Eliot Prijs. 
In 1996 verscheen A Bowl of Warm Air, eveneens bij de Oxford U.P. In 2000 bracht uitgeverij Bloodaxe haar derde bundel uit onder de titel Carrying My Wife. Bij dezelfde uitgever verschenen respectievelijk Souls (2002) en How the Stone Found Its Voice (2005). 
In 2002 won zij de Cholmondely Award voor haar oeuvre. In 2003 verscheen bij uitgeverij Wagner & Van Santen een selectie uit haar werk in een vertaling van Kees Klok onder de titel Het land aan mijn schouder. Moniza Alvi woont en werkt in het graafschap Norfolk.
- Bibliothèque nationale de France: cb15892126j (data)
- Gemeinsame Normdatei: 1058239635
- International Standard Name Identifier: 0000 0001 1611 6188
- Library of Congress Control Number: n93028789
- Nationale Bibliotheek van Israël: 987007522720005171
- Nederlandse Thesaurus van Auteursnamen: 256351228
- Système universitaire de documentation: 130344001
- Virtual International Authority File: 27402841
- WorldCat: E39PBJpYtyR6CCt3kTpBfk8wG3